# Tshudo
Tshudo is een geslacht van vliesvleugeligen uit de familie Encyrtidae. De wetenschappelijke naam van dit geslacht is voor het eerst geldig gepubliceerd in 2002 door Trjapitzin.

## Soorten
Het geslacht Tshudo is monotypisch en omvat slechts de volgende soort:
- Tshudo yudo Trjapitzin, 2002